# رزالیا مرا
رزالیا مرا (انگلیسی: Rosalía Mera; ۲۸ ژانویهٔ ۱۹۴۴ – ۱۵ اوت ۲۰۱۳) کارآفرین و سرمایه‌دار اهل اسپانیا بود، که با مشارکت آمانسیو اورتگا شرکت ایندیتکس را تأسیس نمود.